# قورباغه زهرآگین نوارزرد
قورباغه زهرآگین نوارزرد (نام علمی: Dendrobates leucomelas)، یک گونه از تیره قورباغه زهرآگین است. این قرباغه دارای قوی‌ترین زهراست و تقریبا مانند سیانور عمل می‌کند و در جنگ‌های قبایلی درتمدن مایا از سم این قورباغه که زیرپوستش قرار دارد استفاده می‌کردند و نوک پیکان را با این زهر آغشته میکردند و در صورت اصابت به کسی، آن شخص بعد از چند دقیقه جان می‌سپرد.